# Мелленбах-Гласбах
Мелленбах-Гласбах (нем. Mellenbach-Glasbach) — община в Германии, в земле Тюрингия. 
Входит в состав района Заальфельд-Рудольштадт. Подчиняется управлению Миттлерес Шварцаталь.  Население составляет 1043 человека (на 31 декабря 2010 года). Занимает площадь 8,71 км².
Община подразделяется на 5 сельских округов.